# Romeo Benetti
Romeo Benetti (Albaredo d'Adige, 20 ottobre 1945) è un ex calciatore e allenatore di calcio italiano, di ruolo mediano o interno.

## Biografia
Ultimo di otto fratelli, i genitori diedero il nome di Romeo a lui e quello di Giulietta alla gemella. Anche il fratello Bruno è stato un calciatore.
Si trasferì quindi con la famiglia a Bolzano, ma rimase in collegio a Venezia fra gli 8 e i 16 anni; il suo primo lavoro fu quello di tipografo. In tempi più recenti si è stabilito a Leivi.

## Caratteristiche tecniche

### Giocatore

Benetti (a destra) e Roberto Boninsegna con il trofeo della Coppa UEFA 1976-1977 vinta con la Juventus

(Mario Sconcerti, 2017)

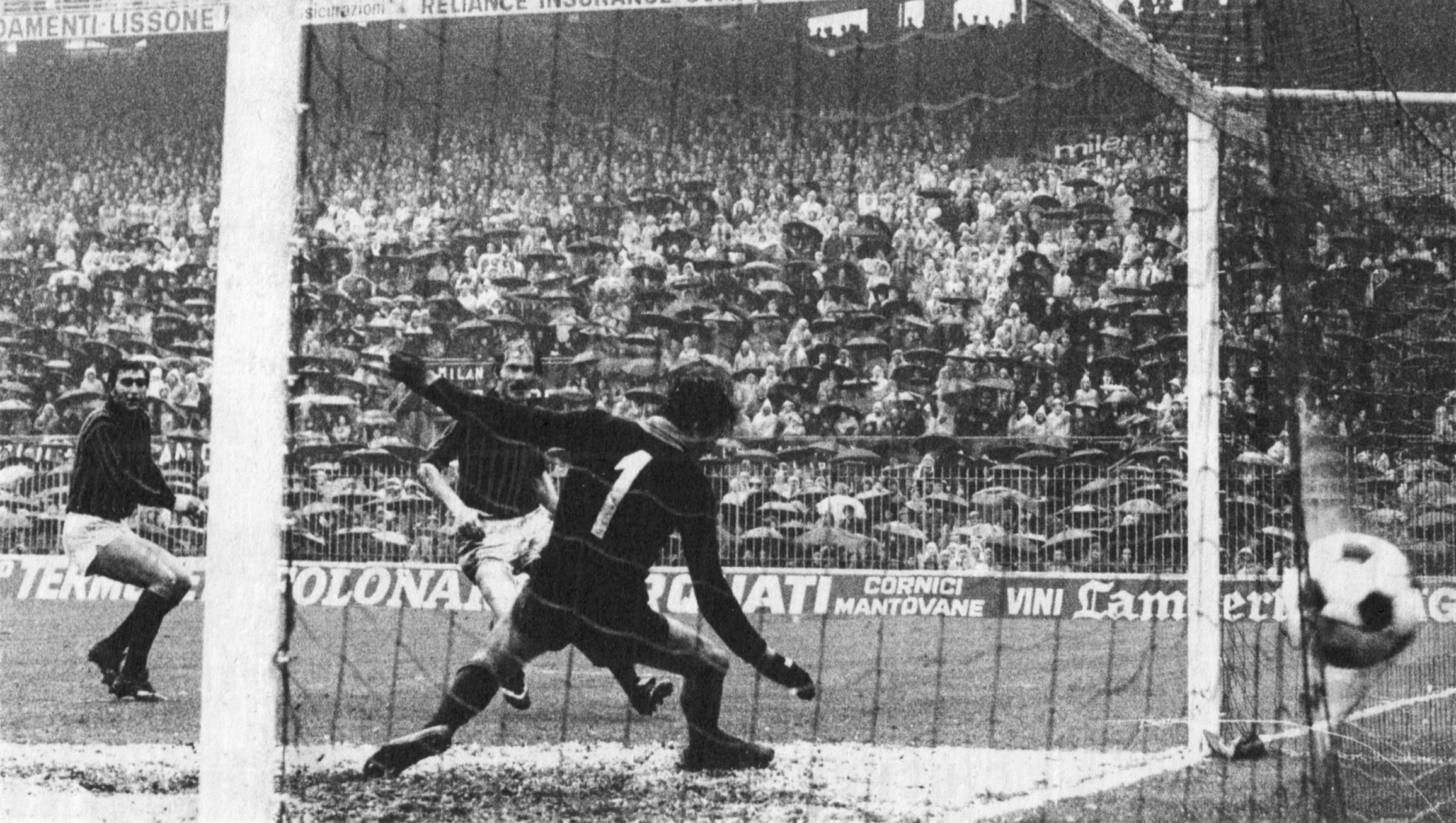
Il gol del milanista Benetti nel derby di Milano del 9 marzo 1975

Dotato di un fisico particolarmente robusto, era un giocatore altamente competitivo, noto per la grinta, lo stile maschio e la grande aggressività tipica del gioco all'italiana. Si distingueva soprattutto per dinamismo e furore agonistico, uscendo quasi sempre vittorioso dai contrasti. Il suo rendimento era costante e di alto livello; denotava uno spiccato senso tattico e una discreta visione di gioco, che gli permetteva di gestire una grande quantità di palloni e impostare rapidamente la manovra offensiva.
Aveva una personalità da leader che gli garantiva il rispetto di compagni e avversari: era solito uscire a testa alta dalla difesa, palla al piede, cercando un compagno cui passare la sfera. Giunto al Milan dalla Sampdoria, dove giocava in posizione più avanzata, fu Nereo Rocco a lanciarlo come mediano onde sfruttarne la grande forza fisica.
Aveva tra le sue doti migliori un tiro molto potente e preciso da fuori area.
Alcuni critici lo consideravano uno "scarpone" per alcuni episodi in cui non era riuscito a controllare la propria irruenza, in particolare per un fallo che, durante un Milan - Bologna del 1971, provocò a Francesco Liguori la rottura dei legamenti crociati di un ginocchio. La stampa gli assegnò nomignoli come "killer" e "duro del calcio italiano", grazie ai quali incuteva grande timore agli avversari, pur se in carriera non venne mai espulso. Ciò nonostante, tale fama è andata a consolidarsi col tempo: nel 2008 il tabloid britannico The Sun lo ha posizionato al quarto posto nella lista dei calciatori più duri di tutti i tempi, mentre nel 2018 il Daily Mail lo ha inserito tra i 20 calciatori europei più cattivi di tutti i tempi.
Tra gli altri pareri, il giornalista Gianni Brera gli diede il soprannome di Maultier, riferito ai semi-cingolati dell'esercito tedesco nella seconda guerra mondiale; un altro giornalista, Angelo Rovelli, lo definì "impavido e roccioso"; infine l'allenatore ed ex commissario tecnico azzurro Gian Piero Ventura lo inserì a posteriori come regista arretrato nella sua nazionale italiana ideale di tutti i tempi.

## Carriera

### Giocatore

#### Club

##### Gli inizi nelle serie minori
Mosse i primi passi nel mondo del calcio con il Bolzano, in Serie D, arrivando alla massima serie dopo una lunga gavetta in Serie C e B con le maglie di Siena, Taranto e Palermo. Nella stagione 1965-1966 il Foggia & Incedit perfezionò il suo acquisto, ma all'ultimo momento il presidente Rosa non volle ufficializzarlo poiché Benetti doveva partire per il servizio di leva, lasciandolo al Taranto che ne promise per l'anno successivo l'approdo tra le file dei rossoneri; la stagione successiva questo accordo non venne tuttavia rispettato dagli ionici, che lo vendettero al Palermo.

##### Palermo, Juventus e Sampdoria

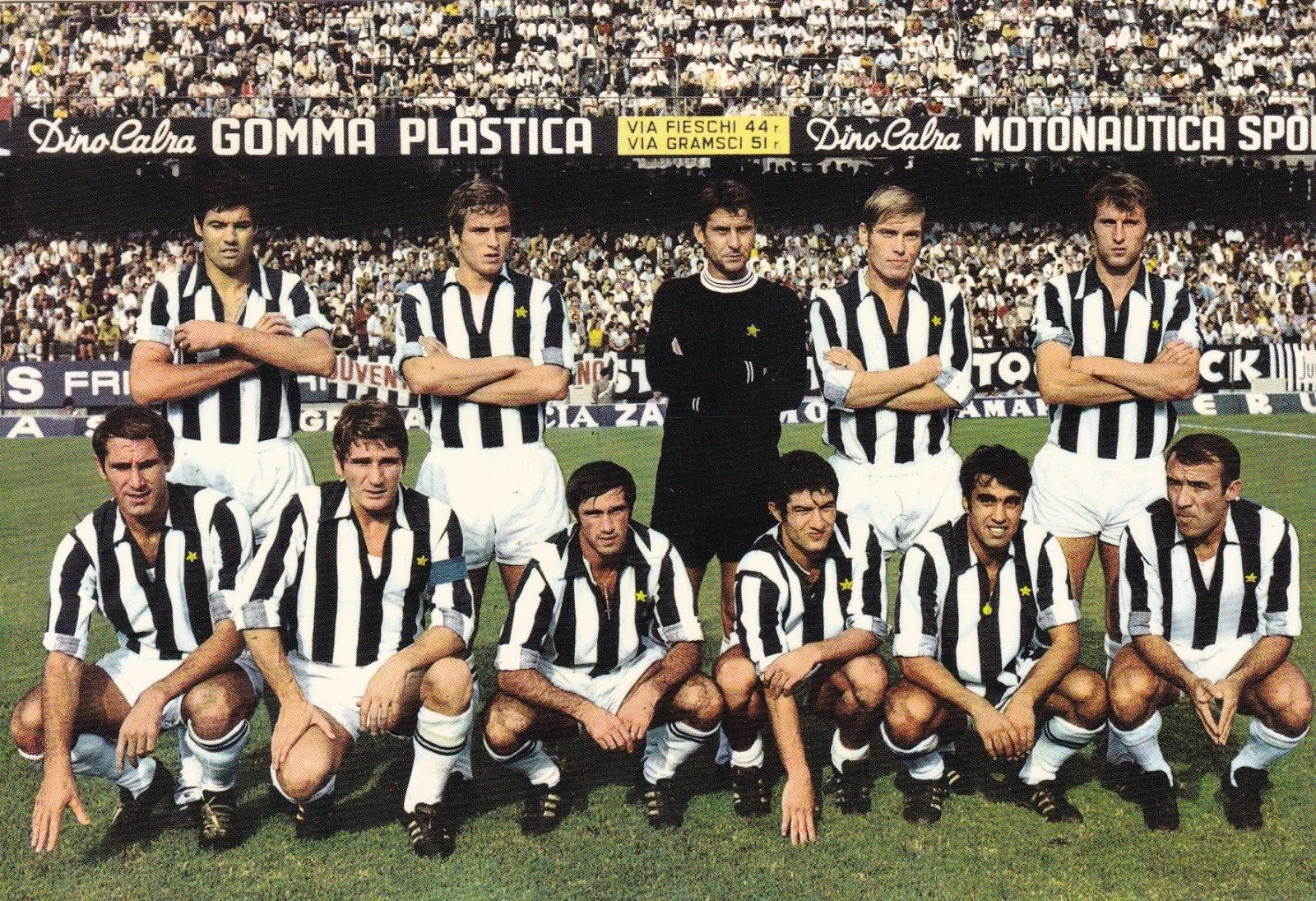
Benetti (in piedi, secondo da destra) durante la sua prima esperienza alla Juventus nel campionato 1968-1969

Coi siciliani, che lo acquistarono per 50 milioni di lire, rimase solo per la stagione 1967-1968, collezionando 35 presenze e segnando 2 reti in un campionato cadetto che vide primeggiare i rosanero; a Palermo, per il centrocampista, anche 2 presenze e un gol in Coppa Italia. In quella stagione in Sicilia fu spesso schierato come seconda punta.
Debuttò in Serie A nella stagione 1968-1969 con la maglia della Juventus, a cui fu venduto per più di 300 milioni, ma non si integrò nella squadra per la scarsa considerazione che aveva di lui il tecnico Heriberto Herrera. Dopo una sola stagione fu quindi ceduto alla Sampdoria, nell'ambito dell'operazione che portò a Torino Francesco Morini e Roberto Vieri. A Genova, nella stagione 1969-1970 disputò 27 partite corredate da 2 gol in Serie A, e 3 partite e 2 reti in Coppa Italia.

##### Milan

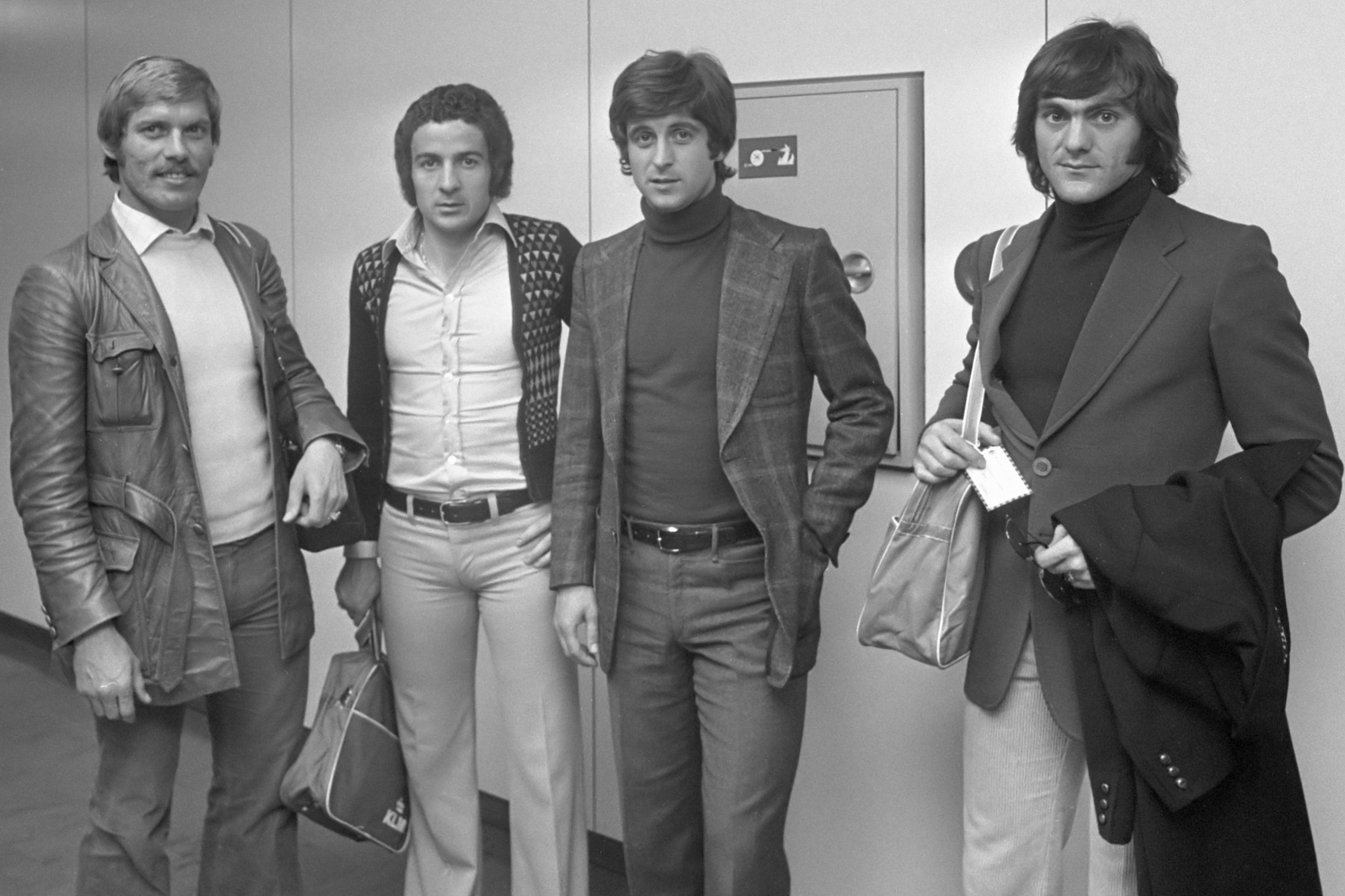
Da sinistra: i milanisti Benetti, Chiarugi, Rivera e Sabadini all'arrivo nei Paesi Bassi per la finale della Coppa delle Coppe 1973-1974

Nel 1970 fu acquistato dal Milan, dove rimase per le successive sei stagioni. Reduce dall'esperienza blucerchiata che l'aveva visto schierato in posizione avanzata, a Milano fu il tecnico Nereo Rocco ad assegnargli quella posizione di mediano che ne avrebbe fatto la fortuna; proprio il paròn aveva voluto Benetti in rossonero, dopo esserne rimasto colpito in una partita tra lombardi e liguri, dove in uno scontro di gioco aveva conservato la palla lasciando a terra Trapattoni, Cudicini e Schnellinger.
A Milano collezionò numerosi piazzamenti di rilievo: nel suo primo triennio giunse per tre volte secondo in campionato, compreso quello di esordio del 1970-1971, in cui il Milan subì la rimonta finale dell'Inter dopo avere guidato a lungo la graduatoria, e quello del 1972-1973, perso rocambolescamente all'ultima giornata con la sconfitta nella cosiddetta Fatal Verona.

Benetti capitano del Milan per la stagione 1975-1976

Oltre alle vittorie in Coppa Italia nelle edizioni 1971-1972 e 1972-1973, annata quest'ultima in cui sollevò anche la Coppa delle Coppe pur non giocando la finale, disputò altre due finali, rispettivamente di Coppa delle Coppe e di Supercoppa UEFA, nella stagione 1973-1974; ancora in Coppa Italia, vanta un'altra finale nel 1975 e un secondo posto nel girone finale dell'edizione 1970-1971.
Durante la militanza in rossonero, il 10 gennaio 1971, per un fallo su Francesco Liguori del Bologna, il quale riportò un serio infortunio al ginocchio destro e vide la propria carriera stroncata, fu denunciato alla Procura di Milano e il commissariato di Pubblica Sicurezza del quartiere "Bolognina" inviò un rapporto sull'incidente alla Pretura di Bologna. Nell'ultima sua stagione a Milano, a causa del temporaneo ritiro dall'attività agonistica di Gianni Rivera, vestì la fascia di capitano della squadra, con la quale, in sei anni, disputò complessivamente 251 partite segnando 49 gol.

##### Ritorno alla Juventus

Benetti nella seconda metà degli anni 70, durante la sua seconda esperienza juventina

Nell'estate 1976 fu oggetto di uno scambio di mercato con Fabio Capello della Juventus: il friulano approdò a Milano, mentre Benetti, voluto dall'ex compagno di squadra Trapattoni nel frattempo sedutosi sulla panchina bianconera, e da cui era molto stimato, fece ritorno a Torino dopo sette anni. Considerato erroneamente dal Milan in fase calante, al contrario in maglia bianconera raggiunse la piena maturità come centrocampista sia in fase di copertura sia nell'impostazione del gioco, andando a formare una linea mediana formidabile con Giuseppe Furino e Marco Tardelli.
Sotto la Mole continuò a fornire grandi prestazioni e divenne una delle colonne della squadra che, nel triennio seguente, vinse i due scudetti del 1976-1977 e 1977-1978, un'altra coppa nazionale e la Coppa UEFA 1976-1977, quest'ultimo il primo trofeo confederale del club piemontese. Chiuse la seconda esperienza a Torino con 159 presenze e 23 reti tra campionato e coppe.

##### Roma
Lasciò la Juventus nel 1979 per approdare alla Roma, voluto dal presidente Dino Viola il quale stava rifondando la squadra con un mix di giovani promettenti ed elementi esperti. Logoro dopo anni di calcio giocato soprattutto fisicamente, le prestazioni in campo ne risentirono ma si distinse comunque per la sua consueta professionalità. Giocò con i giallorossi per due stagioni, aggiudicandosi altre due Coppe Italia e collezionando un totale di 42 presenze e 3 gol; disputò così anche il derby di Roma, il quarto della carriera dopo quelli di Torino, di Genova e di Milano.

#### Nazionale

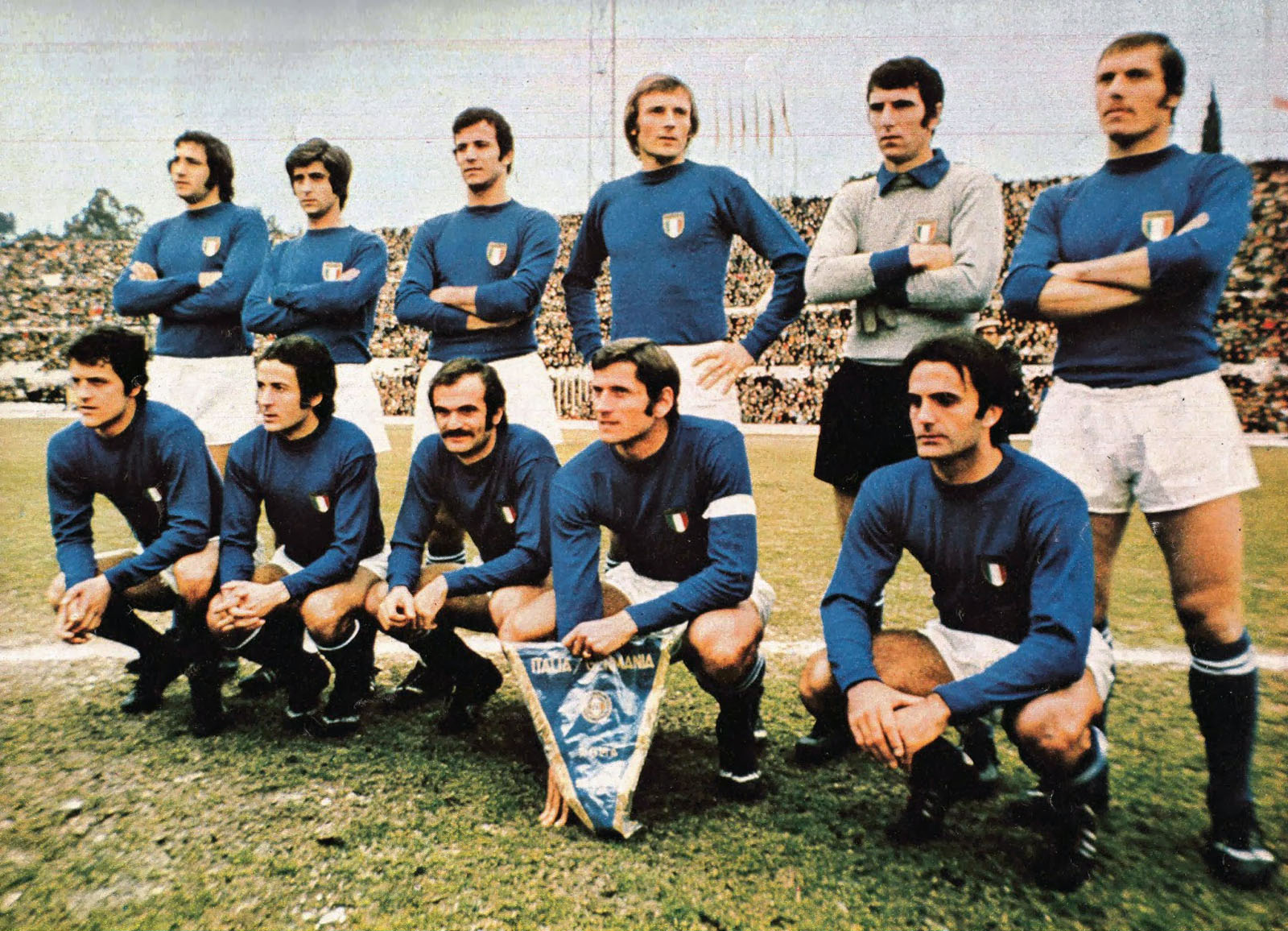
Benetti (in pedi, primo da destra) in nazionale nel 1974

Il commissario tecnico Ferruccio Valcareggi lo fece esordire in nazionale il 25 settembre 1971, a 26 anni, subentrando a De Sisti nell'amichevole contro il Messico. Divenne presto titolare e vi rimase quasi ininterrottamente per i nove anni successivi.
Nelle qualificazioni al campionato d'Europa 1972 prese parte al ritorno dei quarti di finale contro il Belgio, che vide gli Azzurri sconfitti per 2-1 ed eliminati. Giocò tutte e tre le partite disputate dall'Italia al campionato del mondo 1974 in Germania Ovest, terminato con l'eliminazione al primo turno dopo la sconfitta contro la Polonia. Con Zoff, Facchetti, Bellugi e Causio fu tra i pochi elementi di quel gruppo a essere confermati dal nuovo selezionatore Fulvio Bernardini per il successivo corso della nazionale.
Nella difficile fase del rinnovamento disputò tre dei sei incontri validi per le qualificazioni al campionato d'Europa 1976, al quale l'Italia non si qualificò dopo essere arrivata terza nel girone vinto dai Paesi Bassi.

Benetti in maglia azzurra, alle prese con il francese Platini nella classica dell'8 febbraio 1978

Fu sotto la gestione di Enzo Bearzot che Benetti offrì il meglio di sé in maglia azzurra; realizzò il suo primo gol in nazionale l'8 giugno 1977 in una partita di qualificazione mondiale vinta 3-0 contro la Finlandia a Helsinki. In particolare, al campionato del mondo 1978 in Argentina fu una delle colonne dell'Italia che espresse grande gioco e si vide eliminata solo nel girone di semifinale, tra molte recriminazioni, dai Paesi Bassi. Nel mundial  argentino realizzò anche un gol nella gara del primo girone vinta per 3-1 contro l'Ungheria a Mar del Plata.
Prese parte anche al campionato d'Europa 1980 ospitato dall'Italia e qui disputò la sua ultima gara in nazionale, il 18 giugno 1980 a Napoli, nella finale per il 3º posto contro la Cecoslovacchia, in cui realizzò anche uno dei rigori della serie finale che vide la sconfitta degli Azzurri.
Chiuse la carriera in azzurro collezionando 55 presenze e 2 gol, e vestendo la fascia di capitano in due occasioni.

### Allenatore
Iniziò la carriera di allenatore nella stagione 1981-1982, subentrando a Saul Malatrasi alla guida della formazione Primavera della Roma e rimanendo in panchina per tre stagioni. Con i giallorossi vinse il torneo di Viareggio 1983 e il Campionato Primavera 1983-1984, grazie a un promettente gruppo che vantava elementi come Giuseppe Giannini, Stefano Desideri e Paolo Baldieri.
Dopo questi successi con i giovani romanisti, nella stagione 1984-1985 gli venne affidata la panchina della prima squadra della Cavese, appena retrocessa dalla Serie B alla C1, ma a stagione inoltrata gli subentrò Corrado Viciani. Dopo un anno d'inattività, la sua ultima esperienza come allenatore di squadre di club fu ancora in C1, alla guida della Carrarese, dove fu ingaggiato nel gennaio 1986 per sostituire Corrado Orrico; una volta portata la squadra alla salvezza, venne confermato per il successivo campionato 1986-1987 in cui tuttavia non riuscì a evitare la retrocessione dei toscani in Serie C2.
Fece quindi parte dello staff del centro tecnico federale di Coverciano, dove allenò la selezione italiana Under-15 in cui transitarono, tra gli altri, Alessandro Del Piero e Gianluigi Buffon. Studiò per entrare a Coverciano, e tra i suoi docenti vi fu Sandro Gamba, già coach della nazionale italiana di pallacanestro. Fu per vent'anni anche istruttore per aspiranti allenatori, e tra i suoi allievi vi sono stati Massimiliano Allegri e Antonio Conte.

### Dopo il ritiro
Benetti è stato spesso ospite di emittenti private, nella veste di opinionista, in trasmissioni a tema calcistico.

## Statistiche

### Presenze e reti nei club
| Stagione        | Squadra         | Campionato      | Campionato | Campionato | Coppe nazionali | Coppe nazionali | Coppe nazionali | Coppe continentali | Coppe continentali | Coppe continentali | Altre coppe | Altre coppe | Altre coppe | Totale | Totale |
| Stagione        | Squadra         | Comp            | Pres       | Reti       | Comp            | Pres            | Reti            | Comp               | Pres               | Reti               | Comp        | Pres        | Reti        | Pres   | Reti   |
| --------------- | --------------- | --------------- | ---------- | ---------- | --------------- | --------------- | --------------- | ------------------ | ------------------ | ------------------ | ----------- | ----------- | ----------- | ------ | ------ |
| 1963-1964       | Bolzano         | D               | 32         | 10         | -               | -               | -               | -                  | -                  | -                  | -           | -           | -           | 32     | 10     |
| 1964-1965       | Siena           | C               | 31         | 7          | -               | -               | -               | -                  | -                  | -                  | -           | -           | -           | 31     | 7      |
| 1965-1966       | Taranto         | C               | 30         | 7          | -               | -               | -               | -                  | -                  | -                  | -           | -           | -           | 30     | 7      |
| 1966-1967       | Taranto         | C               | 33         | 4          | -               | -               | -               | -                  | -                  | -                  | -           | -           | -           | 33     | 4      |
| Totale Taranto  | Totale Taranto  | Totale Taranto  | 63         | 11         |                 | -               | -               |                    | -                  | -                  |             | -           | -           | 63     | 11     |
| 1967-1968       | Palermo         | B               | 35         | 2          | CI              | 2               | 1               | -                  | -                  | -                  | -           | -           | -           | 37     | 3      |
| 1968-1969       | Juventus        | A               | 24         | 1          | CI              | 5               | 3               | CdF                | 4                  | 1                  | -           | -           | -           | 33     | 5      |
| 1969-1970       | Sampdoria       | A               | 27         | 2          | CI              | 3               | 2               | -                  | -                  | -                  | CdA         | 0           | 0           | 30     | 4      |
| 1970-1971       | Milan           | A               | 28         | 6          | CI              | 9               | 3               | -                  | -                  | -                  | -           | -           | -           | 37     | 9      |
| 1971-1972       | Milan           | A               | 29         | 4          | CI              | 7               | 1               | CU                 | 9                  | 3                  | -           | -           | -           | 45     | 8      |
| 1972-1973       | Milan           | A               | 29         | 7          | CI              | 7               | 1               | CdC                | 7                  | 2                  | -           | -           | -           | 43     | 10     |
| 1973-1974       | Milan           | A               | 26         | 5          | CI              | 6               | 1               | CdC                | 8                  | 1                  | SU          | 2           | 0           | 42     | 7      |
| 1974-1975       | Milan           | A               | 28         | 5          | CI              | 11              | 1               | -                  | -                  | -                  | -           | -           | -           | 39     | 6      |
| 1975-1976       | Milan           | A               | 30         | 5          | CI              | 8               | 2               | CU                 | 7                  | 2                  | -           | -           | -           | 45     | 9      |
| Totale Milan    | Totale Milan    | Totale Milan    | 170        | 32         |                 | 48              | 9               |                    | 31                 | 8                  |             | 2           | 0           | 251    | 49     |
| 1976-1977       | Juventus        | A               | 29         | 4          | CI              | 9               | 0               | CU                 | 12                 | 2                  | -           | -           | -           | 50     | 6      |
| 1977-1978       | Juventus        | A               | 27         | 5          | CI              | 4               | 2               | CC                 | 7                  | 1                  | -           | -           | -           | 38     | 8      |
| 1978-1979       | Juventus        | A               | 26         | 3          | CI              | 9               | 1               | CC                 | 2                  | 0                  | -           | -           | -           | 37     | 4      |
| Totale Juventus | Totale Juventus | Totale Juventus | 106        | 13         |                 | 27              | 6               |                    | 25                 | 4                  |             | -           | -           | 158    | 23     |
| 1979-1980       | Roma            | A               | 25         | 1          | CI              | 9               | 2               | -                  | -                  | -                  | -           | -           | -           | 34     | 3      |
| 1980-1981       | Roma            | A               | 2          | 0          | CI              | 3               | 0               | CdC                | 1                  | 0                  | TC          | 2           | 0           | 8      | 0      |
| Totale Roma     | Totale Roma     | Totale Roma     | 27         | 1          |                 | 12              | 2               |                    | 1                  | 0                  |             | 2           | 0           | 42     | 3      |
| Totale carriera | Totale carriera | Totale carriera | 491        | 78         |                 | 92              | 20              |                    | 57                 | 12                 |             | 4           | 0           | 644    | 110    |

### Cronologia presenze e reti in nazionale
| Cronologia completa delle presenze e delle reti in nazionale ― Italia | Cronologia completa delle presenze e delle reti in nazionale ― Italia | Cronologia completa delle presenze e delle reti in nazionale ― Italia | Cronologia completa delle presenze e delle reti in nazionale ― Italia | Cronologia completa delle presenze e delle reti in nazionale ― Italia | Cronologia completa delle presenze e delle reti in nazionale ― Italia | Cronologia completa delle presenze e delle reti in nazionale ― Italia | Cronologia completa delle presenze e delle reti in nazionale ― Italia |
| Data                                                                  | Città                                                                 | In casa                                                               | Risultato                                                             | Ospiti                                                                | Competizione                                                          | Reti                                                                  | Note                                                                  |
| --------------------------------------------------------------------- | --------------------------------------------------------------------- | --------------------------------------------------------------------- | --------------------------------------------------------------------- | --------------------------------------------------------------------- | --------------------------------------------------------------------- | --------------------------------------------------------------------- | --------------------------------------------------------------------- |
| 25-9-1971                                                             | Genova                                                                | Italia                                                                | 2 – 0                                                                 | Messico                                                               | Amichevole                                                            | -                                                                     | 46’                                                                   |
| 9-10-1971                                                             | Milano                                                                | Italia                                                                | 3 – 0                                                                 | Svezia                                                                | Qual. Euro 1972                                                       | -                                                                     |                                                                       |
| 20-11-1971                                                            | Roma                                                                  | Italia                                                                | 2 – 2                                                                 | Austria                                                               | Qual. Euro 1972                                                       | -                                                                     | 65’                                                                   |
| 4-3-1972                                                              | Atene                                                                 | Grecia                                                                | 2 – 1                                                                 | Italia                                                                | Amichevole                                                            | -                                                                     | 46’                                                                   |
| 13-5-1972                                                             | Bruxelles                                                             | Belgio                                                                | 2 – 1                                                                 | Italia                                                                | Qual. Euro 1972                                                       | -                                                                     |                                                                       |
| 21-6-1972                                                             | Sofia                                                                 | Bulgaria                                                              | 1 – 1                                                                 | Italia                                                                | Amichevole                                                            | -                                                                     | 59’                                                                   |
| 20-9-1972                                                             | Torino                                                                | Italia                                                                | 3 – 1                                                                 | Jugoslavia                                                            | Amichevole                                                            | -                                                                     | 72’                                                                   |
| 31-3-1973                                                             | Genova                                                                | Italia                                                                | 5 – 0                                                                 | Lussemburgo                                                           | Qual. Mondiali 1974                                                   | -                                                                     |                                                                       |
| 9-6-1973                                                              | Roma                                                                  | Italia                                                                | 2 – 0                                                                 | Brasile                                                               | Amichevole                                                            | -                                                                     |                                                                       |
| 14-6-1973                                                             | Torino                                                                | Italia                                                                | 2 – 0                                                                 | Inghilterra                                                           | Amichevole                                                            | -                                                                     |                                                                       |
| 29-9-1973                                                             | Milano                                                                | Italia                                                                | 2 – 0                                                                 | Svezia                                                                | Amichevole                                                            | -                                                                     |                                                                       |
| 20-10-1973                                                            | Roma                                                                  | Italia                                                                | 2 – 0                                                                 | Svizzera                                                              | Qual. Mondiali 1974                                                   | -                                                                     |                                                                       |
| 14-11-1973                                                            | Londra                                                                | Inghilterra                                                           | 0 – 1                                                                 | Italia                                                                | Amichevole                                                            | -                                                                     |                                                                       |
| 26-2-1974                                                             | Roma                                                                  | Italia                                                                | 0 – 0                                                                 | Germania Ovest                                                        | Amichevole                                                            | -                                                                     |                                                                       |
| 8-6-1974                                                              | Vienna                                                                | Austria                                                               | 0 – 0                                                                 | Italia                                                                | Amichevole                                                            | -                                                                     |                                                                       |
| 15-6-1974                                                             | Monaco                                                                | Italia                                                                | 3 – 1                                                                 | Haiti                                                                 | Mondiali 1974 - 1º turno                                              | -                                                                     |                                                                       |
| 19-6-1974                                                             | Stoccarda                                                             | Italia                                                                | 1 – 1                                                                 | Argentina                                                             | Mondiali 1974 - 1º turno                                              | -                                                                     |                                                                       |
| 23-6-1974                                                             | Stoccarda                                                             | Polonia                                                               | 2 – 1                                                                 | Italia                                                                | Mondiali 1974 - 1º turno                                              | -                                                                     |                                                                       |
| 28-9-1974                                                             | Zagabria                                                              | Jugoslavia                                                            | 1 – 0                                                                 | Italia                                                                | Amichevole                                                            | -                                                                     |                                                                       |
| 8-6-1975                                                              | Mosca                                                                 | Unione Sovietica                                                      | 1 – 0                                                                 | Italia                                                                | Amichevole                                                            | -                                                                     |                                                                       |
| 27-9-1975                                                             | Roma                                                                  | Italia                                                                | 0 – 0                                                                 | Finlandia                                                             | Qual. Euro 1976                                                       | -                                                                     |                                                                       |
| 26-10-1975                                                            | Varsavia                                                              | Polonia                                                               | 0 – 0                                                                 | Italia                                                                | Qual. Euro 1976                                                       | -                                                                     |                                                                       |
| 22-11-1975                                                            | Roma                                                                  | Italia                                                                | 1 – 0                                                                 | Paesi Bassi                                                           | Qual. Euro 1976                                                       | -                                                                     |                                                                       |
| 30-12-1975                                                            | Firenze                                                               | Italia                                                                | 3 – 2                                                                 | Grecia                                                                | Amichevole                                                            | -                                                                     | 46’                                                                   |
| 7-4-1976                                                              | Torino                                                                | Italia                                                                | 3 – 1                                                                 | Portogallo                                                            | Amichevole                                                            | -                                                                     |                                                                       |
| 23-5-1976                                                             | Washington                                                            | Stati Uniti League XI                                                 | 0 – 4                                                                 | Italia                                                                | Torneo del Bicentenario                                               | -                                                                     |                                                                       |
| 28-5-1976                                                             | New York                                                              | Inghilterra                                                           | 3 – 2                                                                 | Italia                                                                | Torneo del Bicentenario                                               | -                                                                     | 57’                                                                   |
| 31-5-1976                                                             | New Haven                                                             | Brasile                                                               | 4 – 1                                                                 | Italia                                                                | Torneo del Bicentenario                                               | -                                                                     |                                                                       |
| 5-6-1976                                                              | Milano                                                                | Italia                                                                | 4 – 2                                                                 | Romania                                                               | Amichevole                                                            | -                                                                     | 46’                                                                   |
| 22-9-1976                                                             | Copenaghen                                                            | Danimarca                                                             | 0 – 1                                                                 | Italia                                                                | Amichevole                                                            | -                                                                     |                                                                       |
| 17-11-1976                                                            | Roma                                                                  | Italia                                                                | 2 – 0                                                                 | Inghilterra                                                           | Qual. Mondiali 1978                                                   | -                                                                     |                                                                       |
| 22-12-1976                                                            | Lisbona                                                               | Portogallo                                                            | 2 – 1                                                                 | Italia                                                                | Amichevole                                                            | -                                                                     |                                                                       |
| 26-1-1977                                                             | Roma                                                                  | Italia                                                                | 2 – 1                                                                 | Belgio                                                                | Amichevole                                                            | -                                                                     | 65’                                                                   |
| 8-6-1977                                                              | Helsinki                                                              | Finlandia                                                             | 0 – 3                                                                 | Italia                                                                | Qual. Mondiali 1978                                                   | 1                                                                     |                                                                       |
| 8-10-1977                                                             | Berlino Ovest                                                         | Germania Ovest                                                        | 2 – 1                                                                 | Italia                                                                | Amichevole                                                            | -                                                                     |                                                                       |
| 15-10-1977                                                            | Torino                                                                | Italia                                                                | 6 – 1                                                                 | Finlandia                                                             | Qual. Mondiali 1978                                                   | -                                                                     |                                                                       |
| 16-11-1977                                                            | Londra                                                                | Inghilterra                                                           | 2 – 0                                                                 | Italia                                                                | Qual. Mondiali 1978                                                   | -                                                                     |                                                                       |
| 3-12-1977                                                             | Roma                                                                  | Italia                                                                | 3 – 0                                                                 | Lussemburgo                                                           | Qual. Mondiali 1978                                                   | -                                                                     |                                                                       |
| 8-2-1978                                                              | Napoli                                                                | Italia                                                                | 2 – 2                                                                 | Francia                                                               | Amichevole                                                            | -                                                                     |                                                                       |
| 18-5-1978                                                             | Roma                                                                  | Italia                                                                | 0 – 0                                                                 | Jugoslavia                                                            | Amichevole                                                            | -                                                                     |                                                                       |
| 2-6-1978                                                              | Mar del Plata                                                         | Italia                                                                | 2 – 1                                                                 | Francia                                                               | Mondiali 1978 - 1º turno                                              | -                                                                     |                                                                       |
| 6-6-1978                                                              | Mar del Plata                                                         | Italia                                                                | 3 – 1                                                                 | Ungheria                                                              | Mondiali 1978 - 1º turno                                              | 1                                                                     |                                                                       |
| 10-6-1978                                                             | Buenos Aires                                                          | Italia                                                                | 1 – 0                                                                 | Argentina                                                             | Mondiali 1978 - 1º turno                                              | -                                                                     |                                                                       |
| 14-6-1978                                                             | Buenos Aires                                                          | Germania Ovest                                                        | 0 – 0                                                                 | Italia                                                                | Mondiali 1978 - 2º turno                                              | -                                                                     |                                                                       |
| 18-6-1978                                                             | Buenos Aires                                                          | Italia                                                                | 1 – 0                                                                 | Austria                                                               | Mondiali 1978 - 2º turno                                              | -                                                                     |                                                                       |
| 21-6-1978                                                             | Buenos Aires                                                          | Paesi Bassi                                                           | 2 – 1                                                                 | Italia                                                                | Mondiali 1978 - 2º turno                                              | -                                                                     | 77’                                                                   |
| 20-9-1978                                                             | Torino                                                                | Italia                                                                | 1 – 0                                                                 | Bulgaria                                                              | Amichevole                                                            | -                                                                     |                                                                       |
| 23-9-1978                                                             | Firenze                                                               | Italia                                                                | 1 – 0                                                                 | Turchia                                                               | Amichevole                                                            | -                                                                     | Cap. 46’                                                              |
| 8-11-1978                                                             | Bratislava                                                            | Cecoslovacchia                                                        | 3 – 0                                                                 | Italia                                                                | Amichevole                                                            | -                                                                     |                                                                       |
| 21-12-1978                                                            | Roma                                                                  | Italia                                                                | 1 – 0                                                                 | Spagna                                                                | Amichevole                                                            | -                                                                     |                                                                       |
| 13-6-1979                                                             | Zagabria                                                              | Jugoslavia                                                            | 4 – 1                                                                 | Italia                                                                | Amichevole                                                            | -                                                                     | Cap.                                                                  |
| 12-6-1980                                                             | Milano                                                                | Italia                                                                | 0 – 0                                                                 | Spagna                                                                | Euro 1980 - 1º turno                                                  | -                                                                     | 56’                                                                   |
| 15-6-1980                                                             | Torino                                                                | Italia                                                                | 1 – 0                                                                 | Inghilterra                                                           | Euro 1980 - 1º turno                                                  | -                                                                     |                                                                       |
| 18-6-1980                                                             | Roma                                                                  | Italia                                                                | 0 – 0                                                                 | Belgio                                                                | Euro 1980 - 1º turno                                                  | -                                                                     |                                                                       |
| 21-6-1980                                                             | Napoli                                                                | Cecoslovacchia                                                        | 1 – 1 (9 – 8 dtr)                                                     | Italia                                                                | Euro 1980 - Finale 3º posto                                           | -                                                                     | 85’                                                                   |
| Totale                                                                |                                                                       | Presenze                                                              | 55                                                                    |                                                                       | Reti                                                                  | 2                                                                     |                                                                       |

### Statistiche da allenatore
| Stagione         | Squadra          | Campionato       | Campionato | Campionato | Campionato | Campionato | Coppe nazionali | Coppe nazionali | Coppe nazionali | Coppe nazionali | Coppe nazionali | Coppe continentali | Coppe continentali | Coppe continentali | Coppe continentali | Coppe continentali | Altre coppe | Altre coppe | Altre coppe | Altre coppe | Altre coppe | Totale | Totale | Totale | Totale | % Vittorie |
| Stagione         | Squadra          | Comp             | G          | V          | N          | P          | Comp            | G               | V               | N               | P               | Comp               | G                  | V                  | N                  | P                  | Comp        | G           | V           | N           | P           | G      | V      | N      | P      | %          |
| ---------------- | ---------------- | ---------------- | ---------- | ---------- | ---------- | ---------- | --------------- | --------------- | --------------- | --------------- | --------------- | ------------------ | ------------------ | ------------------ | ------------------ | ------------------ | ----------- | ----------- | ----------- | ----------- | ----------- | ------ | ------ | ------ | ------ | ---------- |
| lug.-dic. 1984   | Cavese           | C1               | 12         | 1          | 7          | 4          | CI+CI-C         | 5+0             | 0+0             | 0+0             | 5+0             | -                  | -                  | -                  | -                  | -                  | -           | -           | -           | -           | -           | 17     | 1      | 7      | 9      | &5,88      |
| gen.-giu. 1986   | Carrarese        | C1               | 18         | 4          | 10         | 4          | CI-C            | 0               | 0               | 0               | 0               | -                  | -                  | -                  | -                  | -                  | -           | -           | -           | -           | -           | 18     | 4      | 10     | 4      | 22,22      |
| 1986-1987        | Carrarese        | C1               | 34         | 8          | 11         | 15         | CI-C            | ?               | ?               | ?               | ?               | -                  | -                  | -                  | -                  | -                  | -           | -           | -           | -           | -           | 34     | 8      | 11     | 15     | 23,53      |
| Totale Carrarese | Totale Carrarese | Totale Carrarese | 52         | 12         | 21         | 19         |                 | 5+              | 0+              | 0+              | 5+              |                    | -                  | -                  | -                  | -                  |             | -           | -           | -           | -           | 57     | 12     | 21     | 23     | 21,05      |
| Totale carriera  | Totale carriera  | Totale carriera  | 64         | 13         | 28         | 23         |                 | 5+              | 0+              | 0+              | 5+              |                    | -                  | -                  | -                  | -                  |             | -           | -           | -           | -           | 69     | 13     | 28     | 28     | 18,84      |

## Palmarès

### Giocatore

#### Club

##### Competizioni nazionali
- Campionato italiano di Serie B: 1

Palermo: 1967-1968
- Coppa Italia: 5

Milan: 1971-1972, 1972-1973
Juventus: 1978-1979
Roma: 1979-1980, 1980-1981
- Campionato italiano: 2

Juventus: 1976-1977, 1977-1978

##### Competizioni internazionali
- Coppa delle Coppe: 1

Milan: 1972-1973
- Coppa UEFA: 1

Juventus: 1976-1977

### Allenatore
- Torneo di Viareggio

Roma: 1983
- Campionato Primavera: 1

Roma: 1983-1984